# Geotrygon costaricensis
Geotrygon costaricensis é uma espécie de ave da família Columbidae.
Pode ser encontrada nos seguintes países: Costa Rica e Panamá.
Os seus habitats naturais são: regiões subtropicais ou tropicais húmidas de alta altitude.